# Владимирский (Саратовская область)
Владимирский — посёлок в Ровенском районе Саратовской области России, в составе Первомайского муниципального образования.
Население — 693 (2010)

## География
Посёлок расположен в 24 км юго-восточнее районного центра посёлка Ровное.

## История
Создан решением Саратовского Облисполкома от 17 декабря 1980 года "Об организации совхоза «Мурманский», строительство посёлка началось в 1981 г. В 1984 г. Указом Президиума ВС РСФСР посёлок центральной усадьбы совхоза «Мурманский» переименован в Мурманский. В 1997 году совхоз был взят под опеку «Саратовэнерго», в честь его главы Владимира Кайля посёлок был переименован во Владимирский.

## Население
Динамика численности населения
| 1987 | 2002 |
| ---- | ---- |
| ≈570 | 821  |

| 2002 | 2010 |
| ---- | ---- |
| 824  | ↘693 |